# Rozgonyi István (ispán)

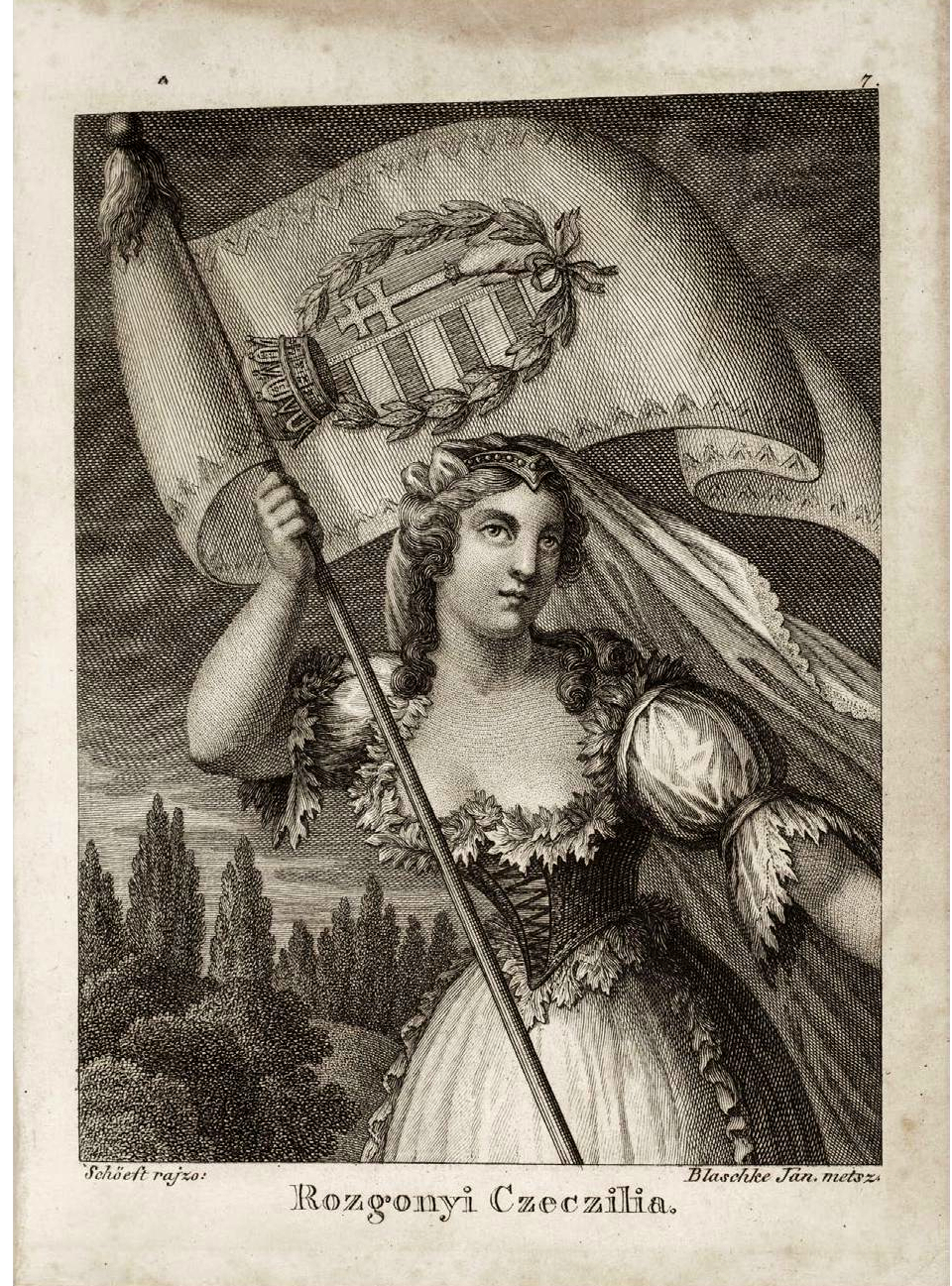
Rozgonyi Cecilia, illusztráció Kisfaludy Károly Aurora című szépirodalmi közlönyében (1824)

Rozgonyi István, id. († 1439/40) ispán. Feleségéről, Szentgyörgyi Cecíliáról szól Arany János Rozgonyiné című verse.

## Élete
Rozgonyi László fia a monyorósi ágból, Péter veszprémi püspök fivére. 1405 és 1410 között relator, majd 1410 és 1413 között udvari lovag.
Zsigmond király kíséretében diplomáciai szolgálatot teljesített 1415 őszén Aragóniában és 1416-ban Londonban, Angliában, ahová Perpignanon és Párizson keresztül érkeztek. Londonból Konstanzba is a királlyal ment a konstanzi zsinatra.
1410-től 1425-ig a bakonyi erdő ispánja (erdőispán) és egyben Essegvár királyi várnagya. 1416-ban és 1425-ben a veszprémi püspökség kormányzója. 1422 és 1439 között győri ispán, 1425 és 1439 között fejéri ispán és csókakői várnagy, 1427 és 1438 között temesi ispán.
1428-ban a királlyal együtt részt vett Galambóc sikertelen ostromában. A visszavonulás után az ő és a király életét felesége, Szentgyörgyi Péter leánya, Szentgyörgyi Cecília mentette meg, amikor hajókkal sietett segítségükre. Az eseményről Arany János Rozgonyiné című balladájában emlékezett meg.

Elől, elől Rozgonyival
Kedves élet-párja,
Hiv szerelme, szép Cicelle,
Szentgyörgyi leánya.

## Családja
Felesége Szentgyörgyi Cecília, Szentgyörgyi Péter lánya volt. Házasságukból három gyermek ismert:
- János
- István
- Imre